# 阿尔夫·耶斯特旺
阿尔夫·耶斯特旺（挪威語：Alv Gjestvang，1937年9月13日—2016年11月26日），挪威男子速度滑冰运动员。他曾代表挪威获得1956年冬季奥运会速度滑冰比赛男子500米铜牌和1964年男子500米银牌。